# Watsonalla
Genre
Watsonalla est un genre de lépidoptères (papillons) de la famille des Drepanidae.

## Liste des espèces
Selon GBIF (20 mars 2024) :
- Watsonalla binaria (Hufnagel, 1767)
- Watsonalla cultraria (Fabricius, 1775)
- Watsonalla cuspidula Kollar
- Watsonalla dentifera (Warren, 1922)
- Watsonalla ochreipennis (Hampson, 1892)
- Watsonalla rufulus (Motschulsky, 1866)
- Watsonalla uncinula (Borkhausen, 1790)

Les espèces W. binaria, W. cultraria et W. uncinula se rencontrent en Europe.

## Classification
Le nom valide complet (avec auteur) de ce taxon est Watsonalla Minet (d), 1985.